# Hlîneanî
Hlîneanî (în ucraineană Глиняни) este un oraș raional din raionul Zolociv, regiunea Liov, Ucraina. În afara localității principale, mai cuprinde și satul Jeniv.

## Demografie
Componența lingvistică a orașului Hlîneanî
     Ucraineană (99,29%)
     Alte limbi (0,65%)
Conform recensământului din 2001, majoritatea populației orașului Hlîneanî era vorbitoare de ucraineană (99,29%), existând în minoritate și vorbitori de alte limbi.